# پراتیوی سودارمونو
پراتیوی سودارمونو (به انگلیسی: Pratiwi Sudarmono) فضانورد اهل کشور اندونزی است که در ۳۱ ژوئیه ۱۹۵۲ میلادی در باندونگ زاده شد. وی در مأموریت اس‌تی‌اس-۶۱-اچ حضور داشته است.